# Velleda
Velleda is een kevergeslacht uit de familie van de boktorren (Cerambycidae). De wetenschappelijke naam van het geslacht werd voor het eerst geldig gepubliceerd in 1858 door Thomson.

## Soorten
Velleda omvat de volgende soorten:
- Velleda bassamensis (Breuning, 1936)
- Velleda callizona (Chevrolat, 1855)
- Velleda murina Thomson, 1858